# Trifurcula ortneri
Trifurcula ortneri is een vlinder uit de familie dwergmineermotten (Nepticulidae). De wetenschappelijke naam is voor het eerst geldig gepubliceerd in 1951 door Klimesch.
De soort komt voor in Europa.